# 山鹿市立鹿本小学校
山鹿市立鹿本小学校（やまがしりつ かもとしょうがっこう）は、熊本県山鹿市鹿本町御宇田にある公立小学校

## 沿革
- 2020年（令和2年）
  - 4月1日 - 来民小学校・稲田小学校・中富小学校の3小学校を統合し、本校開校。なお、校舎は、来民小学校の施設を継続使用[1]。
  - 4月9日 - 第1回入学式挙行。最初の新入生は66名。
- 2021年（令和3年）
  - 3月22日 - 第1回卒業証書授与式挙行。
  - 3月23日 - 最初の修了式挙行。

## 学区
- 鹿本町（石渕・小嶋・梶屋・来民・小柳・下高橋・下分田・庄・高橋・津袋・中川・中富・中分田・分田・御宇田）[2]

## 周辺
- 山鹿市立かもと幼稚園 - 敷地が隣接、かつ進学前幼稚園。
- 鹿本ショッピングセンター「リオ」
- 城北家畜保健衛生所
- 熊本県道197号津留鹿本線
- 国道325号
- 鹿本郵便局

## アクセス
- 産交バス山鹿温泉来民中町線「鹿本小学校前」バス停下車。
- 山鹿市役所鹿本総合支所（旧:鹿本町役場）から、
  - 徒歩約600m・約9分。
  - 上述の産交バスで、 「鹿本総合支所前」から「鹿本小学校前」まで1分。
- JR鹿児島本線玉名駅・九州新幹線新玉名駅から、産交バスで、山鹿温泉乗り換えで、「鹿本小学校前」バス停下車。